# Glosolalie
Glosolalia sau vorbirea în limbi reprezintă harisma pe care, în ziua Cincizecimii, apostolii și cei prezenți au primit-o de la Duhul Sfânt pentru a putea vorbi în alte limbi, necunoscute de ei până atunci, în vederea propovăduirii noii învățături a lui Isus. Semnificația glosolaliei a variat în funcție de context, unii adepți considerând-o ca fiind parte a unui limbaj sacru. Acesta este cel mai vizibil practicată în cadrul creștinilor penticostali. 
Glossolalia, de asemenea, se referă uneori la xenoglosie, aceasta presupune folosirea în mod fluent a unui limbaj necunoscut anterior vorbitorului.

### Etimologie
Termenul „glosolalie” provine din cuvântul grecesc γλωσσολαλία, compus la rândul lui din cuvintele γλῶσσα (glossa), însemnând „limbă” și λαλέω (laleō), „a vorbi, sau a produce un sunet”.
Expresia exactă, „a vorbi în limbi”, se știe categoric că a fost folosită încă de la traducerea Noului Testament în engleza medievală în Biblia Wycliffe în secolul XIV.

## Termen medical
În terminologia medicală, glosolalia se referă la un limbaj personal neinteligibil al unor bolnavi ce suferă de unele boli mintale, alcătuit din silabe și cuvinte fără sens, cu semnificație doar pentru pacient și incomprehensibil pentru cei din jur. Se întâlnește în isterie (tulburări disociative, manifestări conversive) și schizofrenie.